# Tom Clancy's Splinter Cell: Blacklist
Tom Clancy's Splinter Cell: Blacklist is het zesde deel in de computerspelserie Tom Clancy's Splinter Cell.

## Verhaal
Als vervolg op de vorige uitgave (Splinter Cell: Conviction), beveelt de president van de Verenigde Staten, Patricia Caldwell, officieel om Third Echelon onmiddellijk alle operaties te stoppen. President Caldwell kiest ervoor om de corrupte afdeling te vervangen door de  afdeling "Fourth Echelon" – een elite-eenheid met afgevaardigden van verschillende ministeries. Sam Fisher wordt aangesteld als de waarnemend commandant van deze eenheid.
Terwijl Fourth Echelon bezig is alle missies van Third Echelon af te sluiten, heeft een groep van 12 terroristen zich verzameld in een nieuwe groepering genaamd "The Blacklist". Zij bereiden een aanval op de economie van de Verenigde Staten voor. Fisher en zijn nieuwe team moeten deze terroristen opsporen en met alle mogelijke middelen stoppen voordat de aanval plaatsvindt.

## Gameplay
In dit vervolg werd een nieuwe spelmogelijkheid 'Mechanid Killing in Motion' geïntroduceerd. Hiermee kan de speler doelen markeren, deze snel neerhalen en tegelijkertijd vluchten. Ook wordt er met de Xbox Kinect de mogelijkheid gecreëerd om met je eigen stem vijanden af te leiden.

### Multiplayer
De mogelijkheid van "Spionnen vs. Huurlingen" uit de voorgaande series zou terugkeren in deze nieuwe uitgave.

## Ontwikkelingen
In november 2010 werd aangekondigd door Ubisoft Toronto dat ze bezig waren met een nieuw Splinter Cell-vervolg. Tijdens de E3 in 2012 werd dit door Microsoft officieel bevestigd.
Ook werd tijdens deze presentatie aangekondigd dat de stemacteur van Sam Fisher van de voorgaande edities (Michael Ironside) deze keer de rol niet zou vervullen. De stem van Sam Fisher wordt door (stem)acteur Eric Johnson ingesproken.

## Ontvangst
| \| Recensiescore \| Recensiescore \| \| Recensieverzamelaar \| Score \| \| ------------------- \| ------------------------------------------------------------------ \| \| GameRankings \| (pc) 80,11%[4] (PS3) 85,45%[5] (WiiU) 78,60%[6] (X360) 83,81%[7] \| \| Metacritic \| (pc) 82/100[8] (PS3) 84/100[9] (WiiU) 75/100[10] (X360) 82/100[11] \| \| Publicist \| Score \| \| Gamer.nl \| 9/10[12] \| \| Power Unlimited \| 88/100[13] \| \| FOK! \| 8/10[14] \| |                                                      |
| Recensiescore |                                                      |
| Recensieverzamelaar | Score                                                |
| GameRankings | (pc) 80,11% (PS3) 85,45% (WiiU) 78,60% (X360) 83,81% |
| Metacritic | (pc) 82/100 (PS3) 84/100 (WiiU) 75/100 (X360) 82/100 |
| Publicist | Score                                                |
| Gamer.nl | 9/10                                                 |
| Power Unlimited | 88/100                                               |
| FOK! | 8/10                                                 |